# Anii 190 î.Hr.
Secole: Secolul al III-lea î.Hr. - Secolul al II-lea î.Hr. - Secolul I î.Hr.
Decenii: Anii 240 î.Hr. Anii 230 î.Hr. Anii 220 î.Hr. Anii 210 î.Hr. Anii 200 î.Hr. - Anii 190 î.Hr. - Anii 180 î.Hr. Anii 170 î.Hr. Anii 160 î.Hr. Anii 150 î.Hr. Anii 140 î.Hr.
Anii: 200 î.Hr. | 199 î.Hr. | 198 î.Hr. | 197 î.Hr. | 196 î.Hr. | 195 î.Hr. | 194 î.Hr. | 193 î.Hr. | 192 î.Hr. | 191 î.Hr. | 190 î.Hr.
Evenimente